# (9657) Ucka
(9657) Ucka es un asteroide perteneciente al cinturón de asteroides, descubierto el 24 de febrero de 1996 por Korado Korlević y Damir Matkovic desde el Observatorio de Višnjan, Zvjezdarnica Višnjan, Croacia.

## Designación y nombre
Designado provisionalmente como 1996 DG2. Fue nombrado por Učka, la cadena montañosa más alta de la península de Istria, que se extiende hasta el norte del mar Adriático.

## Características orbitales
Ucka está situado a una distancia media del Sol de 2,930 ua, pudiendo alejarse hasta 3,161 ua y acercarse hasta 2,699 ua. Su excentricidad es 0,079 y la inclinación orbital 0,992 grados. Emplea 1831,94 días en completar una órbita alrededor del Sol.
Los próximos acercamientos a la órbita de Júpiter ocurrirán el 26 de diciembre de 2061, el 22 de mayo de 2072 y el 22 de octubre de 2082.

## Características físicas
La magnitud absoluta de Ucka es 12,89. Tiene 13,747 km de diámetro y su albedo se estima en 0,064.